# Samoa op de Olympische Zomerspelen 1988
Samoa nam deel aan de Olympische Zomerspelen 1988 in Seoel, Zuid-Korea. Het was de tweede deelname van het land aan de Spelen, echter werden er geen medailles gewonnen.

## Deelnemers en resultaten

### Atletiek
| Olympiër    | Discipline       | Resultaat | Prestatie                             |
| ----------- | ---------------- | --------- | ------------------------------------- |
| Henry Smith | discuswerpen (m) | 25e       | kwalificatie groep A: 12de met 48,98m |

### Boksen
| Olympiër            | Discipline  | Resultaat | Prestatie                                                                    |
| ------------------- | ----------- | --------- | ---------------------------------------------------------------------------- |
| Tiui Faamaoni       | -54kg (m)   | 33e       | 1ste ronde: V van NIG Siuley: scheidsrechterlijke beslissing                 |
| Ulaipalota Tauatama | -57kg (m)   | 17e       | 1ste ronde: W van MAW Malenga: 5-0 2de ronde: V van POL Nowak: walk-over     |
| Avaavau Avaavau     | -63,5kg (m) | 32e       | 1ste ronde: V van MAR Rahilou: scheidsrechterlijke beslissing                |
| Asomua Naea         | -67kg (m)   | 17e       | 1ste ronde: vrij 2de ronde: V van CRC Aranda: scheidsrechterlijke beslissing |
| Likou Aliu          | -71kg (m)   | 17e       | 1ste ronde: vrij 2de ronde: V van ITA Nardiello: knock-out                   |
| Viliamu Lesiva      | -75kg (m)   | 17e       | 1ste ronde: vrij 2de ronde: V van YUG Dukić: scheidsrechterlijke beslissing  |
| Pua Ulberg          | -81kg (m)   | 17e       | 1ste ronde: V van ITA Magi: 0-5                                              |

### Gewichtheffen
| Olympiër      | Discipline  | Resultaat | Prestatie                                                        |
| ------------- | ----------- | --------- | ---------------------------------------------------------------- |
| Taveuni Ofisa | –67,5kg (m) | 18e       | trekken: 19de met 107,5kg stoten: 16de met 142,5kg totaal: 250kg |

### Worstelen
| Olympiër    | Discipline  | Resultaat   | Prestatie                                                     |
| Vrije stijl | Vrije stijl | Vrije stijl | Vrije stijl                                                   |
| ----------- | ----------- | ----------- | ------------------------------------------------------------- |
| Uati Iutaga | –74kg (m)   | 26e         | groep A: 13de V van GAM Damballey: 0-4 V van FIN Rauhala: 0-4 |
| Fred Solovi | –100kg (m)  | 17e         | groep A: 9de V van URS Khabelov: 0-4 V van BRA Spiess: 1-3    |

Afghanistan · Algerije · Amerikaanse Maagdeneilanden · Amerikaans-Samoa · Andorra · Angola · Antigua en Barbuda · Argentinië · Aruba · Australië · Bahama’s · Bahrein · Bangladesh · Barbados · België · Belize · Benin · Bermuda · Bhutan · Birma · Bolivia · Bondsrepubliek Duitsland · Botswana · Brazilië · Britse Maagdeneilanden · Brunei · Bulgarije · Burkina Faso · Canada · Centraal-Afrikaanse Republiek · Chili · China · Chinees Taipei · Colombia · Congo-Brazzaville · Cookeilanden · Costa Rica · Cyprus · Denemarken · Djibouti · Dominicaanse Republiek · Duitse Democratische Republiek · Ecuador · Egypte · El Salvador · Equatoriaal-Guinea · Fiji · Filipijnen · Finland · Frankrijk · Gabon · Gambia · Ghana · Grenada · Griekenland · Groot-Brittannië · Guam · Guatemala · Guinee · Guyana · Haïti · Honduras · Hongarije · Hongkong · Ierland · IJsland · India · Indonesië · Irak · Iran · Israël · Italië · Ivoorkust · Jamaica · Japan · Joegoslavië · Jordanië · Kaaimaneilanden · Kameroen · Kenia · Koeweit · Laos · Lesotho · Libanon · Liberia · Libië · Liechtenstein · Luxemburg · Malawi · Malediven · Maleisië · Mali · Malta · Marokko · Mauritanië · Mauritius · Mexico · Monaco · Mongolië · Mozambique · Nederland · Nederlandse Antillen · Nepal · Nieuw-Zeeland · Niger · Nigeria · Noord-Jemen · Noorwegen · Oeganda · Oman · Oostenrijk · Pakistan · Panama · Papoea-Nieuw-Guinea · Paraguay · Peru · Polen · Portugal · Puerto Rico · Qatar · Roemenië · Rwanda · Saint Vincent en de Grenadines · Salomonseilanden · Samoa · San Marino · Saoedi-Arabië · Senegal · Sierra Leone · Singapore · Soedan · Somalië · Sovjet-Unie · Spanje · Sri Lanka · Suriname · Swaziland · Syrië · Tanzania · Thailand · Togo · Tonga · Trinidad en Tobago · Tsjaad · Tsjecho-Slowakije · Tunesië · Turkije · Uruguay · Vanuatu · Venezuela · Verenigde Arabische Emiraten · Verenigde Staten · Vietnam · Zaïre · Zambia · Zimbabwe · Zuid-Jemen · Zuid-Korea · Zweden · Zwitserland